# Historia de los ministerios de Justicia de España

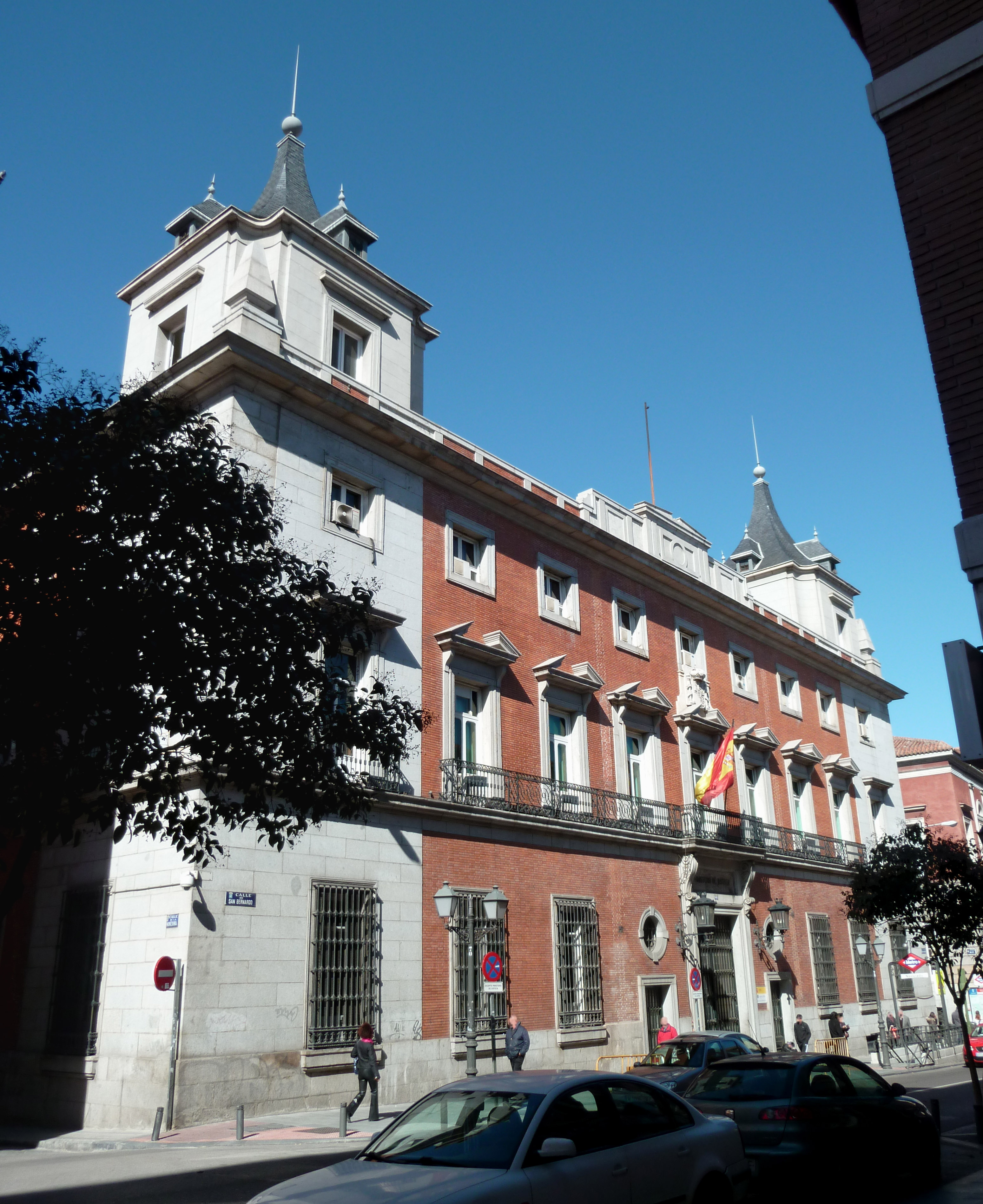
Palacio de la Marquesa de la Sonora en Madrid, sede del Ministerio de Justicia.

Este artículo trata sobre los ministerios españoles que, a lo largo de la historia, han asumido competencias en materia de justicia.
El Ministro de Justicia desempeña el cargo de Notario Mayor del Reino y el de Presidente de la Junta de la Orden de San Raimundo de Peñafort.

## Historia

### Origen
La historia de los ministerios con competencias en asuntos de justicia se remonta al 11 de julio de 1705, cuando el rey Felipe V, en plena Guerra de Sucesión, divide la Secretaría del Despacho Universal en dos secretarías, una para la Guerra y la Hacienda y otra para «todo lo demás de cualquier materia que sea», que principalmente abarcaba los asuntos eclesiásticos y de justicia.

### Los inicios
Sin embargo, el verdadero germen del ministerio se encuentra en el Real Decreto de 30 de noviembre de 1714 que, a similitud del modelo francés, dividió los asuntos por materias creando cuatro secretarías de Despacho, entre las que se encontraba la Secretaría de Estado y del Despacho de Negocios Eclesiásticos, Justicia y Jurisdicción, encargada de los asuntos eclesiásticos, de la manutención de las regalías de la Corona, del régimen de las universidades, y de la justicia y jurisdicción de Consejos y tribunales, especialmente en los nombramientos, secretaría que asumió Manuel Vadillo Velasco quien ya asumía previamente la secretaría para todo lo demás.
Esta Secretaría de Estado y del Despacho de Negocios Eclesiásticos, Justicia y Jurisdicción pasa a denominarse Secretaría del Despacho de Justicia, Gobierno político y Hacienda de España e Indias el 2 de abril de 1717, pues asume las competencias de Hacienda tras haberse suprimido la Veeduría general de Hacienda y al refundirse las Secretarías del Despacho en solamente tres organismos. Sin embargo, esta situación durará poco tiempo, pues en diciembre de 1720 los negocios de Hacienda vuelven a cobrar autonomía, separándose de la Secretaría de Justicia.

### Gracia y Justicia
Las grandes reformas impuestas por Fernando VI en 1754-1755 establecen la definitiva clasificación de las Secretarías del Despacho y sus competencias. Así, entre el 15 de mayo de 1754 y el 24 de mayo de 1755, por una serie de Reales Decretos las secretarías del Despacho llegan a ser cinco (se crea la de Hacienda), y se les dota de planta fija. En el caso de la Secretaría de Negocios eclesiásticos, justicia y jurisdicción, por el Decreto de 26 de agosto de 1754 pasa además a denominarse «Secretaría de Estado y del Despacho de Gracia y Justicia». La posterior reforma del año 1787 da lugar a un mayor fraccionamiento de las Secretarías, como solución a la acumulación de asuntos y negocios procedentes de Indias.
En cuanto a las funciones de esta Secretaría del Despacho de Gracia y Justicia, le correspondían aquellos asuntos que antes tramitaban la Cámara de Castilla y el Consejo Real, fundamentalmente los relativos al patronato real, la jurisdicción eclesiástica, y la organización y funcionamiento de los tribunales de justicia. Así, se atribuyó a esta Secretaría todo lo relacionado con el cuidado de los negocios del Real Patronato, los nombramientos de arzobispos, obispos, dignidades eclesiásticas, prebendas, oficios y capellanías; el gobierno de tribunales y chancillerías, el nombramiento de sus presidentes, gobernadores y ministros, y los recursos de justicia; la provisión de los corregimientos no destinados a guerra y hacienda; la conservación de las regalías de la Corona, así como el despacho de lo conveniente a las casas reales y la provisión de sus empleos y el cuidado de la observación de las leyes y pragmáticas.
En 1787, la preexistente Secretaría de Marina e Indias se divide en tres, con las denominaciones de: Marina, Gracia y Justicia de Indias, y Guerra-Hacienda-Comercio-Navegación de Indias, con lo que los asuntos de Indias que hasta este momento eran asumidos por la Secretaría de Gracia y Justicia se atribuyen a una nueva Secretaría propia. Sin embargo, esta reforma no acabó con los problemas que había intentado remediar, por lo que por Real Decreto de 25 de abril de 1790 se vuelve a la ya clásica división en cinco Secretarías del Estado y del Despacho: "Estado", "Guerra", "Marina","Hacienda" y "Gracia y Justicia", cada una de las cuales se repartió los asuntos correspondientes a las Indias. Esta división de los diferentes ramos de la Administración se mantendrá hasta las Cortes de Cádiz, que introducirán otras reformas.

### El Ministerio
En 1812 se produce el cambio de denominación de la «Secretaría del Despacho de Gracia y Justicia» por la de «Ministerio de Gracia y Justicia». Pero de hecho, ya el Estatuto de Bayona de 1808 y la Constitución de 1837 empleaban el término «ministro» para referirse a los secretarios del despacho, pues ambos términos eran utilizados como sinónimos hasta que el Real Decreto de 20 de septiembre de 1851 por el que se crea el Ministerio de Fomento, hace oficial la denominación de ministerios para las antiguas Secretarías del Despacho y, en consecuencia, pasa a llamarse definitivamente Ministerio de Gracia y Justicia.
Desde entonces, el Ministerio de Justicia apenas ha sufrido cambios (salvo los propios de organización interna) y los más significativos los encontramos en la Segunda República, concretamente el 14 de abril de 1931, cuando pasa a denominarse «Ministerio de Justicia» y el periodo de 25 de septiembre de 1935 a 19 de febrero de 1936, en el que la denominación del departamento ministerial fue la de «Ministerio de Trabajo, Sanidad y Justicia»
Ya en democracia, el cambio más significativo lo tuvo entre mayo de 1994 y mayo de 1996, cuando se fusiona con el Ministerio del Interior dando lugar al Ministerio de Justicia e Interior. 29 años después, en 2023, pasa a integrarse con el Ministerio de la Presidencia, dando lugar al Ministerio de la Presidencia, Justicia y Relaciones con las Cortes.

## Lista de Secretarios de Estado de Justicia
- Manuel Olmedo Palacios (2023- )
- Antonio Julián Rodríguez Esquerdo (2021-2023)
- Pablo Zapatero Miguel (2020-2021)
- Manuel Jesús Dolz Lago (2018-2020)
- Carmen Sánchez-Cortés Martín (2014-2018)
- Fernando Román García (2011-2014)
- Juan Carlos Campo Moreno (2009-2011)
- Julio Pérez Hernández (2007-2009)
- Luis López Guerra (2004-2007)
- Rafael Catalá Polo (2002-2004)
- José María Michavila Núñez (2000-2002)
- José Luis González Montes (1996-2000)
- María Teresa Fernández de la Vega Sanz (1994-1996)

## Lista de Subsecretarios
| Nombre                           | Cuerpo de funcionarios                                                  | Año de nacimiento | Fecha de nombramiento    |
| -------------------------------- | ----------------------------------------------------------------------- | ----------------- | ------------------------ |
| Rafael de Mendizábal y Allende   | Magistrado                                                              | 1927              | 16 de julio de 1976      |
| Juan Antonio Ortega Díaz-Ambrona | Letrado del Consejo de Estado                                           | 1939              | 13 de septiembre de 1977 |
| Manuel Marín Arias               | Cuerpo de Inspectores Financieros y Tributarios del Estado              | 1938              | 10 de mayo de 1979       |
| Arturo Romaní Biescas            | Cuerpo de Abogados del Estado                                           | 1942              | 26 de septiembre de 1980 |
| Enrique Linde Paniagua           | Profesor Universitario                                                  | 1947              | 27 de marzo de 1981      |
| Antonio Gullón Ballesteros       | Magistrado                                                              | 1965              | 18 de septiembre de 1981 |
| Liborio Hierro Sánchez-Pescador  | Profesor Universitario                                                  |                   | 7 de diciembre de 1982   |
| Fernando Pastor López            | Magistrado                                                              |                   | 26 de febrero de 1990    |
| Margarita Robles Fernández       | Magistrada                                                              | 1957              | 23 de julio de 1993      |
| Luis Herrero Juan (1)            | Cuerpo Superior de Administradores Civiles del Estado                   | 1945              | 20 de mayo de 1994       |
| Ramón García Mena                | Cuerpo Superior de Letrados del Tribunal Cuentas                        | 1930              | 10 de mayo de 1996       |
| Ignacio Astarloa Huarte-Mendicoa | Profesor Universitario                                                  | 1955              | 5 de mayo de 2000        |
| María José García Beato          | Cuerpo de Abogados del Estado                                           | 1965              | 19 de julio de 2002      |
| Ana María de Miguel Langa        | Cuerpo Superior de Técnicos de la Administración de la Seguridad Social | 1957              | 19 de abril de 2004      |
| Susana Peri Gómez                | Cuerpo Superior de Técnicos de la Administración de la Seguridad Social | 1958              | 23 de febrero de 2007    |
| Purificación Morandeira Carreira | Cuerpo Superior de Administradores Civiles del Estado                   | 1965              | 27 de febrero de 2009    |
| Juan Bravo Rivera                | Cuerpo de Técnicos Superiores de la Comunidad de Madrid                 | 1963              | 30 de diciembre de 2011  |
| Áurea Roldán Martín              | Cuerpo de Letrados del Consejo de Estado                                |                   | 3 de octubre de 2014     |
| Cristina Latorre Sancho          | Cuerpo Diplomático                                                      | 1961              | 15 de junio de 2018      |
| José Miguel Bueno Sánchez        | Cuerpo de Abogados del Estado                                           | 1978              | 21 de enero de 2020      |
| Ana María Sánchez Hernández      | Cuerpo Superior de Administradores Civiles del Estado                   | 1971              | 1 de septiembre de 2021  |

(1) Subsecretario de Interior y Justicia

## Lista de directores generales
- Dirección de Gabinete del Ministro
  - Mª Eugenia de la Cera Guerrero (2023- ) (*)
  - Rafael Pérez García (2021-2023)
  - Amaya Arnáiz Serrano (2020-2021)
  - Borja Salvador Sastre Mata (2018-2020)
  - María Pilar Ponce Velasco (2014-2018)
  - Cristina Coto del Valle (2011-2014)
  - José Antonio Colmenero Guerra (2011)
  - José Luis Rodríguez Álvarez (2009-2011)
  - José Francisco García Gumiel (2008-2009)
  - Ana María Ovejero Puente (2007-2008)
  - David Giménez Glück (2004-2007)
  - Santiago Martínez Garrido (2002-2004)
  - María José García Beato (2000-2002)
  - Jaime Vegas Torres (1998-2000)
  - María José Amorós Manada (1996-1998)
  - Purificación Gutiérrez López (1993-1996)
  - Joaquín Ángel García Morillo (1986-1993)
  - Jesús Rubí Navarrete (1982-1986)
  - José Cavero Yáñez (1980-1981)
- Dirección del Servicio Jurídico del Estado-Abogacía General del Estado
  - Consuelo Castro Rey (2018- )
  - Eugenio López Álvarez (2016-2018)
  - Marta Silva de Lapuerta (2012-2016)
  - Joaquín de Fuentes Bardají (2004-2012)
  - Arturo García-Tizón López (2000-2004)
  - José Javier Abad-Pérez y Belenguer (1996-2000)
  - Emilio Jiménez Aparicio (1992-1996)
  - Gonzalo Quintero Olivares (1990-1992)
  - Fernando Valdés Dal-Re (1986-1990)
  - José Luis Gómez-Dégano y Ceballos-Zúñiga (1985-1986)
- Dirección General de Relaciones con la Administración de Justicia
  - Esmeralda Rasillo López (2018-2020)
  - Joaquín Delgado Martín (2016-2018)
  - Ricardo Gonzalo Conde Díez (2012-2016)
  - Caridad Hernández García (2009-2012)
  - Ángel Arozamena Laso (2007-2009)
  - Ricardo Bodas Martín (2004-2007)
  - Carlos Lesmes Serrano (2000-2004)
  - Juan Ignacio Zoido Álvarez (1996-2000)
  - Fernando Escribano Mora (1993-1994)
  - Antonio Nabal Recio (1990-1993)
  - Juan Antonio Xiol Ríos (1985-1990)
  - Francisco Huet García (1985)
- Dirección General de lo Consultivo
  - Elena Marina Rodríguez Ramalle (2023- )
- Dirección General de lo Contencioso
  - Jesús Moreno Vivas (2022- )
- Dirección General de Transformación Digital de la Administración de Justicia
  - Aitor Cubo Contreras (2020- )
- Dirección General de Modernización de la Justicia, Desarrollo Tecnológico y Recuperación y Gestión de Activos
  - Sofía Duarte Domínguez (2018-2020)
- Dirección General de Modernización de la Administración de Justicia
  - José de la Mata Amaya (2009-2011)
  - María del Pilar Rodríguez Fernández (2008-2009)
  - Alberto Víctor Dorrego de Carlos (2001-2004)
- Dirección General de Infraestructuras para la Administración de Justicia
  - José Luis Gisbert Iñesta (1994-1996)
- Dirección General de Cooperación Jurídica Internacional y Derechos Humanos
  - David Segundo Vilas Álvarez (2023-2024)
  - Elsa García-Maltrás de Blas (2021-2023)
  - Ana Gallego Torres (2021-2021)
- Dirección General de Cooperación Jurídica Internacional, Relaciones con las Confesiones y Derechos Humanos
  - Ana Gallego Torres (2018-2020)
- Dirección General de Cooperación Jurídica Internacional y Relaciones con las Confesiones
  - Javier Herrera García-Canturri (2014-2018)
  - Ángel José Llorente Fernández de la Reguera (2012-2014)
  - María Aurora Mejía Errasquin (2010-2012)
- Dirección General de Cooperación Jurídica Internacional 
  - Eva María Pérez Martínez (2024- )
  - María Aurora Mejía Errasquin (2008-2010)
  - Cristina Latorre Sancho (2005-2008)
  - Antonio Bordallo Huidobro (2004-2005)
- Dirección General de Política Legislativa y Cooperación Jurídica Internacional
  - Félix Fernández-Shaw Toda (2003-2004)
  - José Manuel Gutiérrez Delgado (2002-2003)
  - Tomás González Cueto (2001-2002)
  - Francisco Bueno Arús (2000-2001)
- Dirección General de Codificación y Cooperación Jurídica Internacional
  - Juan Luis Ibarra Robles (1994-1996)
- Dirección General de Justicia
  - Miguel Pastor López (1979-1980)
  - Luis de Angulo Montes (1979)
  - José María Gil-Albert Velarde (1978-1979)
  - Fernando Cotta y Márquez de Prado (1976-1978)
- Dirección General de Seguridad Jurídica y Fe Pública
  - María Esther Pérez Jerez (2023- )
  - Sofía Puente Santiago (2020-2023)
- Dirección General de Servicio Público de Justicia
  - Verónica Ollé Sesé (2024- )
  - María dels Àngels García Vidal (2021-2024)
  - Concepción López-Yuste Padial (2020-2021)
- Dirección General de Libertad Religiosa
  - Mercedes Murillo Muñoz (2024- )
- Dirección General de Relaciones con las Confesiones
  - José María Contreras Mazarío (2008-2010)
- Dirección General de Asuntos Religiosos
  - Mercedes Rico Carabias (2004-2008)
  - Alberto de la Hera Pérez de la Cuesta (1996-2004)
  - Víctor Manuel Urrutia Abaigar (1994-1996)
  - Pablo Santolaya Machetti (1993-1994)
  - Dionisio Llamazares Fernández (1991-1993)
  - Luis María de Zavala y Fernández de Heredia (1989-1991)
  - Ricardo Zalacaín y Jorge (1985-1989)
  - Jesús Ezquerra Calvo (1984-1985)
  - Gustavo Suárez Pertierra (1982-1984)
  - Luis Apostua Palos (1980-1982)
  - Eugenio Nasarre Goicoechea (1979-1980)
- Dirección General de Asuntos Eclesiásticos
  - Eduardo de Zulueta y Dato (1975-1979)
- Dirección General de Objeción de Conciencia
  - Manuel García-Herreros Beladíez (2000-2001)
  - Carlos Lesmes Serrano (1996-2000)
  - Luis Calvo Merino (1994-1996)
- Dirección General de Protección Jurídica del Menor
  - Juan Carlos Mato Gómez (1988-1994)
  - María Dolores Renau i Manen (1986-1988)
  - Enrique Miret Magdalena (1985-1986)
- Dirección General de los Registros y del Notariado
  - Pedro José Garrido Chamorro (2018-2020)
  - Francisco Javier Gómez Gálligo (2014-2018)
  - Joaquín José Rodríguez Hernández (2011-2014)
  - María Ángeles Alcalá Díaz (2009-2011)
  - Pilar Blanco-Morales Limones (2004-2009)
  - Ana López-Monís Gallego (2000-2004)
  - Luis María Cabello de los Cobos y Mancha (1996-2000)
  - Julio Burdiel Hernández (1993-1996)
  - Antonio Pau Pedrón (1990-1993)
  - José Cándido Paz-Ares Rodríguez (1988-1990)
  - Mariano Martín Rosado (1996-1998)
  - Gregorio García Ancos (1984-1986)
  - Francisco Mata Pallarés (1982-1984)
  - Fernando Marco Baró (1981-1982)
  - Francisco Javier Die Lamana (1979-1981)
  - José Luis Martínez Gil (1976-1979)
- Dirección General de Relaciones Informativas y Sociales
  - Fernando López Agudín (1994-1996)
- Dirección General de Servicios
  - Ramón Romo Larequi (1991-1993)
  - Ramón Jiménez de Muñana Campa (1988-1991)
  - María Teresa Fernández de la Vega Sanz (1985-1988)
- Dirección General para la Memoria Histórica
  - Fernando Martínez López (2018-2020)
- Secretaría General Técnica
  - Jacobo Fernández Álvarez (2021- )
  - Paula Novo Cuba (2020-2021)
  - José Amérigo Alonso (2016-2020)
  - Julio Carlos Fuentes Gómez (2014-2016)
  - Mireya Natalia Corredor Lanas (2011-2014)
  - José Antonio Perales Gallego (2011)
  - Santiago Hurtado Iglesias (2009-2011)
  - Luis Pedro Villameriel Presencio (2004-2009)
  - Rafael García Monteys (2002-2004)
  - Juan Antonio Puigserver Martínez (2000-2002)
  - Francisco Bueno Arús (1996-2000)
  - Juan Luis Ibarra Robles (1993-1994)
  - Joaquín de Fuentes Bardají (1990-1993)
  - Fernando Pastor López (1985-1990)
  - Pedro González Gutiérrez-Barquín (1982-1985)
  - Jesús Enrique Santaella López (1981-1982)
  - Antonio González-Cuéllar García (1981)
  - Enrique Linde Paniagua (1980-1981)
  - Jenaro Ferrer de la Hoz (1979-1980)
  - Pedro González Botella (1979)
  - Rafael González-Gallarza Morales (1977-1979)

(1) En el Ministerio de la Presidencia, Justicia y Relaciones con las Cortes